# 王慧田
王慧田（1964年10月—），男，中国物理学家，南京大学物理系、固体微结构物理国家重点实验室教授，博士生导师，主要研究方向为新型光子技术与器件物理学、凝聚态非线性光子学、微结构光子学与光场调控。教育部第二批长江学者特聘教授。

## 生平
1982年至1986年就读于南开大学物理系光学专业。1986年至1989年在中国科学院长春光学精密机械研究所硕士学习。1991年至1994年在中科院物理所博士学习。
1993年11月至1999年9月在日本国邮政省通信综合研究所工作。